# Biserica Sfântul Spiridon din Focșani
Biserica Sfântul Spiridon din Focșani este un monument istoric aflat pe teritoriul municipiului Focșani.
Biserica „Sfântul Spiridon”, monument istoric, a fost ctitorita de catre breasla tabacarilor stabiliti în zona de sud a târgului, din partea Moldovei prin secolul al-XVIII-lea. La început s-a ridicat o biserica de lemn, iar mai târziu a fost construita biserica de zid. Planul edificiului este în forma de nava, temelia este de piatra, astereala este din lemn iar învelisul este din tabla. O singura turla, invelita cu tabla, amplasata pe pronaos se sprijina pe o baza patrata având acoperisul sub forma de bulb. Altarul este de forma poligonala, catapeteasma este din lemn, pictata, aplicata peste cea din zid de caramida având pâna în 1988 un numar de 54 de icoane. Naosul are un plan dreptunghiular, cu deschideri centrale pe lateralele de nord si sud, fiind marit ca urmare a însumarii în el a fostului pridvor, initial din scânduri si apoi construit din caramida.